# Libre consorcio municipal
Los Libre consorcio municipal (en italiano "Libero consorzio comunale") constituyen el segundo nivel de gobierno de la región de Sicilia y que han reemplazado a las provincias, tomando sus funciones. Se trata de un ente territorial de área extensa dotado de autonomía. La región cuenta además con tres ciudades metropolitanas: Catania, Mesina y Palermo.

## Lista de Consorcios
| Nombre                                     | Capital       | Población (2015) | Superficie | Mapa |
| ------------------------------------------ | ------------- | ---------------- | ---------- | ---- |
| Libre consorcio municipal de Agrigento     | Agrigento     | 447 738          | 3 053 km²  |      |
| Libre consorcio municipal de Caltanissetta | Caltanissetta | 274 024          | 2 138 km²  |      |
| Libre consorcio municipal de Enna          | Enna          | 171 190          | 2 575 km²  |      |
| Libre consorcio municipal de Ragusa        | Ragusa        | 318 983          | 1 624 km²  |      |
| Libre consorcio municipal de Siracusa      | Siracusa      | 405 111          | 2 124 km²  |      |
| Libre consorcio municipal de Trapani       | Trapani       | 436 296          | 2 470 km²  |      |